# Henry Torrès

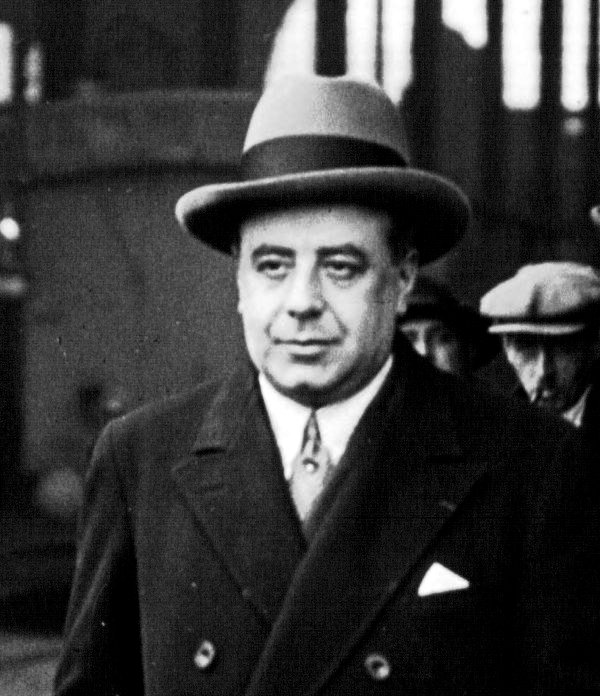
Henry Torrès el 1927

Henry Torrès (Les Andelys, 17 d'octubre de 1891 – París, 4 de gener de 1966) va ser un advocat i polític francès que es destacà arran de diversos judicis, entre els quals el d'en Francesc Macià.
Henry Torrès va nàixer el 1891 a les Andelys; el seu pare, un occità de Bordeus treballava a l'administració prefectoral. La seva mare, d'origen suís i alsacià era la filla d'Isaiah Levaillant, el fundador de la Lliga per la Defensa dels Drets Humans i Civils durant el cas Dreyfus.
Després dels seus estudis primaris a l'escola laica, Henry Torrès acabà els seus estudis secundaris al liceu de Bordeus. Després del batxillerat s'inscrigué a la Facultat de dret de París i alhora preparà "Normale supérieure" a Louis le Grand tot i que no hi romangué gaire temps. Obtingué la seva llicència de dret el 1911 i se n'anà després a Sant Rafael per a dirigir-hi un setmanari.
Durant la Primera Guerra Mundial, la seva conducta i contribució exemplars feren que rebé la Creu de guerra amb palmes. El 18 d'octubre 1917, fou ferit durant l'atac del Moulin de Laffaux. Li fou atorgada aleshores la Medalla militar. Tornà a la vida civil a conseqüència de les seves ferides i començà a participar en diversos diaris populars com ara la Vérité i el Journal du Peuple.
Fou advocat de Francesc Macià en el judici que tingué lloc a París a conseqüència dels Fets de Prats de Molló; així mateix, també defensà diversos anarquistes, com Francisco Ascaso, Buenaventura Durruti i Gregorio Jover, i a l'independentista Josep Dencàs detingut per les autoritats feixistes a Gènova. Va ser diputat de l'esquerra independent pel departament dels Alps Marítims de 1932 a 1936, i senador pel departament del Sena del 1948 al 1958.